# Корнепластика
Корнепластика — це напрямок, вид декоративно-прикладного мистецтва, самобутня творчість, пов'язана з виготовленням скульптур з прикореневих капів (наростів на деревах).
Здебільшого такі дерева ростуть на заболоченій місцевості, через що вони мають чудернацькі форми.
Для роботи, в основному, застосовується деревина твердолистяних порід після спеціальної підготовки (пошук необхідної заготовки, очищення та сушіння.)

## Представники цього напряму
- Кардиналовська Роксолана Іванівна
- Лесик Микола Володимирович
- Кібець Іван Михайлович